# Lago Saroma
El lago Saroma (サロマ湖 Saroma-ko) también llamado como laguna Saroma es un lago de agua salobre que se encuentra entre Saroma, Kitami y Yubetsu en Hokkaido, Japón. Se encuentra dentro del Parque Nacional Abashiri Quasi. Es el tercer lago más grande de Japón y el primero más grande de Hokkaido.
El nombre proviene del ainu, llamaban al lugar saruomahetsu, lo cual significa "lugar de muchas cañas, miscanthus y juncos.

## Galería

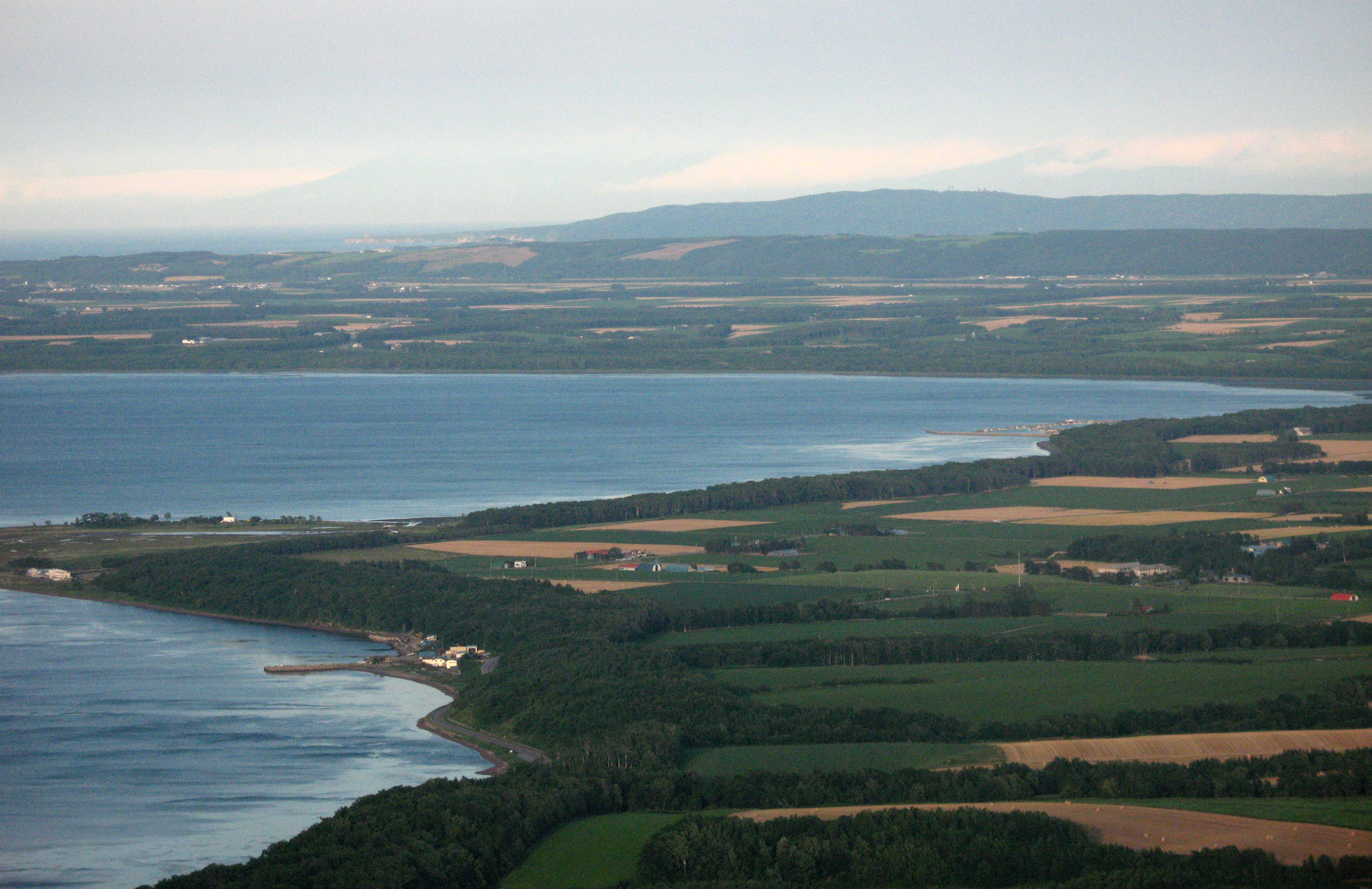
Vista del lago desde el monte Horoiwa.
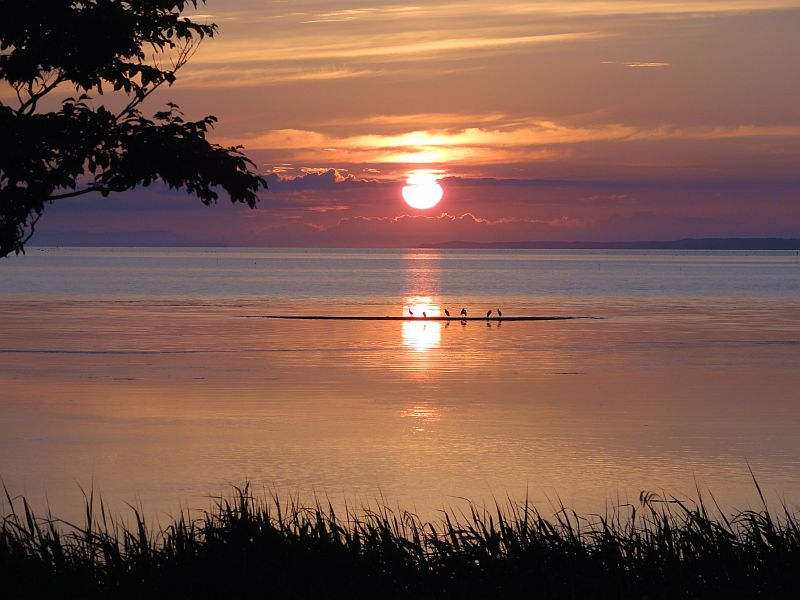
Puesta de sol en el lago.

- Datos: Q1329031
- Multimedia: Lake Saroma / Q1329031